# 赵金龙 (网络红人)
赵金龙（1978年—），男，辽宁沈阳人，中国抢劫犯、网络红人、主播。曾因药物滥用而成瘾，为购买复方磷酸可待因溶液（俗称“大力”，具有成瘾性）而抢劫，结果被受害者当场制服。在被捕后接受媒体采访时，赵金龙说出了“大力出奇迹”等语句，被称为“史上最搞笑劫匪”。“大力出奇迹”、“浑身难受”等语录随即走红网络，赵金龙也从此被网友称为“大力哥”。

## 生平
赵金龙是沈阳市五三乡营盘村人，20岁时经朋友介绍开始滥用俗称“大力”的止咳药。2013年11月29日17时30分许，赵金龙携一把水果刀前往沈河区文化东路某银行自助营业厅，准备对两名正在自动存取款机上操作的男子实施抢劫，其中一名男子将刀打落后报警，赵金龙也因此被警方抓获，12月17日在沈河看守所接受《沈阳晚报》、沈阳网记者采访时自述抢劫动机是为了买“大力”，并称“我什么都可以不要，我必须得喝大力”、“一天少花500（元买药），我浑身难受”，此后采访片段在网络走红，2014年4月19日《焦点访谈》也播出了相关片段。2014年8月26日赵金龙因持刀抢劫未遂被辽宁省沈阳市沈河区法院判处有期徒刑两年，并处罚金10000元。
2015年11月底出狱后，赵金龙成为了一名网络主播。